# Zawgaty Wal Kalb
Zawgaty Wal Kalb é um filme de drama egípcio de 1971 dirigido e escrito por Said Marzouk. Foi selecionado como representante do Egito à edição do Oscar 1972, organizada pela Academia de Artes e Ciências Cinematográficas.

## Elenco
- Soad Hosny
- Nour El-Sherif
- Mahmoud Moursy
- Abdel Moneim Bahnassy
- Zizi Mustafa